# Operation Morgenröte 6
Irakische Invasion (1980)

Entegham – Kaman 99 – Chorramschahr – Sultan 10 – Scorch Sword – Abadan – Kafka – Ashkan – Morwarid – Dezful
Pattsituation (1981)

Tavakol – Susangerd – H-3
Iranische Offensiven zur Befreiung iranischen Territoriums (1981–82)

Samen-ol-A'emeh – Tariq al-Qods – Fath ol-Mobin – Beit ol-Moqaddas – Rückeroberung Chorramschahrs
Iranische Offensiven im Irak (1982–84)

Ramadan/1. Basra – Moslem Ibn Aqil – Muharram ol-Harram – Morgenröte 1 – Morgenröte 2 – Morgenröte 3 – Morgenröte 4 – Morgenröte 5/2. Basra – Kheibar/3. Basra – Kurdenaufstand – Morgenröte 6 – Morgenröte 7 – Hawizeh-Marschland
Iranische Offensiven im Irak (1985–87)

Badr/4. Basra – Morgenröte 8 – 1. al-Faw – Morgenröte 9 – Karbala 1 – Karbala 2 – Karbala 3 – Fath 1 – Karbala 4/5. Basra – Karbala 5/6. Basra – Karbala 6 – Karbala 7 – Karbala 8/7. Basra – Karbala 9 – Karbala10 – Nasr 4
Letztes Kriegsjahr (1988)

Beit ol-Moqaddas 2 – Anfal – Halabdscha – Zafar 7 – Tawakalna ala Allah – 2. al-Faw – Shining Sun – 40 Sterne – Mersad
Tankerkrieg

Earnest Will – Prime Chance – Eager Glacier – Nimble Archer – Praying Mantis
Internationale Vorfälle

Stark – Iran-Air-Flug 655
Die Operation Morgenröte 6 (persisch عملیات والفجر ۶, Valfajr 6; in englischer Literatur meist als Operation Dawn 6 übersetzt) war eine iranische Offensive im Ersten Golfkrieg. Das Ziel der Offensive war die Einnahme der irakischen Stadt Kut, um die Schnellstraße zwischen Bagdad und Basra abzuschneiden.

## Vorgeschichte
Am 15. Februar 1984 hatten die Iraner mit der Operation Morgenröte 5 eine Serie von Bodenangriffen gestartet, um das irakische 3. und 4. Armeekorps in der Nähe von Basra voneinander abzuschneiden. Durch fehlende Artillerie-, Luft- und Panzerunterstützung schlug der Angriff fehl und wurde eingestellt.

## Verlauf
Direkt im Anschluss an Mörgenröte 5 erfolgte am 22. Februar 1984 die Operation Morgenröte 6. Ca. 500.000 Iraner griffen auf 240 km Frontlänge die irakischen Truppen an gleicher Stelle wie oben an. Zwar konnten einige Gebietsgewinne verzeichnet werden, doch ein Durchstoß durch die tiefgestaffelten irakischen Verteidigungslinien konnte wegen Erschöpfung der iranischen Kräfte nicht erzielt werden. Bereits nach zwei Tagen, am 24. Februar, wurde die Operation nach schweren Verlusten eingestellt.

## Folgen
Die Operationen Morgenröte 5 und 6 waren, gemessen an der Anzahl der eingesetzten Soldaten, die größten Operationen während des Golfkrieges. Trotz einer Überlegenheit von 3:1 an Soldaten gelang den Iranern kein Erfolg, da sie nicht über ausreichend Panzer-, Artillerie- und Luftunterstützung verfügten.
Erst im Oktober des gleichen Jahres erfolgte mit Operation Morgenröte 7 die nächste große iranische Offensive.